# Ioan Slavici Színház
Az aradi Ioan Slavici Színház műemlék épület Romániában, Arad megyében. A romániai műemlékek jegyzékében az AR-II-m-B-00561 sorszámon szerepel.